# Морис Фадел
Морис Наме Фадел (на арабски: موريس فاضل) е български литературовед и литературен историк от арабски произход.

## Биография
Морис Фадел е роден през 16 май 1973 г. в Бейрут. Завършва специалностите "Българска филология" и "Философия" в Софийски университет „Св. Климент Охридски“. Водещ на рубриката „Арлекиниада“ в „Литературен вестник“ през 90-те години на ХХ век. През 2002 г. защитава дисертация по теория на литературата в Института за литература при БАН на тема „История и интерпретация във възгледите на Пол де Ман“. От 2005 г. е преподавател в департамент „Нова българистика“ на Нов български университет. През 2006-2007 г. е редактор на приложението за академична култура на „Литературен вестник“ – „Varium est“. През 2010 г. е избран за доцент. Директор на бакалавърска програма „Български език и литература“. Редактор на в. „Университетски дневник“.
Морис Фадел е един от постоянните модератори на Читателския клуб на НБУ заедно с проф. Пламен Дойнов и доц. Йордан Ефтимов. Клубът е създаден през есенния семестър на учебната 2017/2018 г.

### Книги
- Пол де Ман: опити с невъзможното. София: Изд. център „Боян Пенев“, 2002, 190 с. (ISBN 954-8712-17-2)[3]
- Животното като литературна провокация: „анималистиката“ на Емилиян Станев. София: Издателство на Нов български университет, 2010, 222 с. (ISBN 978-954-535-622-3)[4][5]
- Детективи, разузнавачи, Студена война: криминалната и шпионската литература в сравнителна перспектива. София: Издателство на Нов български университет, 2021, 208 с. (ISBN 978-619-233-164-1)

### Студии и статии
- Реторика и разбиране. // Литературен форум, № 5, 5-10 февруари 2002, с. 1, 12.
- Пол де Ман и модерността. // По следите на модернизма и постмодернизма: Лит. и културолог. прочити в началото на третото хилядолетие. – София, 2004, с. 174-178.
- Тялото и езикът. // Да отгледаш смисъла: Сб. в чест на Радосвет Коларов. – София, 2004, с. 195-198.
- Върху понятието за текст в литературознанието. // Литературен вестник, № 4, 2-8 февруари 2005, с.13.
- Литература, действителност, литературна личност: опити върху Далчев. // Литературни култури и социални митове: Сб. в чест на 60-год. на Михаил Неделчев, Т. 2. – София, 2005, с. 135-144.
- Literature, Memory, Action. // Память и текст: Когнитивные и культурологичные аспекты / Ред. Тереса Добжиньска, Рая Кунчева. – София, 2005, с. 69-80.
- Fadel, M. Martin Heidegger - An Ontology Of The Tragic. Studies In East European Thought, 2001, Vol. 53, Iss. 1-2, pp. 133-140. DOI: 10.1023/A:1011222931016. ISSN 0925-9392. WOS: 000168060300011.